# Sóc bay Úc
Sóc bay Úc (Petaurus breviceps breviceps) hay sóc bay Sugar Glider là một trong bốn phân loài của loài thú có túi Petaurus breviceps có nguồn gốc từ bờ biển đông bắc nước Úc. Chúng là phân loài giống như sóc sống trên cây và sống về đêm. Hiện nay chúng được ưa chuộng để nuôi làm thú cưng như mốt thú nuôi độc lạ với quy trình chăm sóc và nuôi dưỡng loài vật này khá kỳ công với chế độ ăn đa dạng.

## Đặc điểm
Sóc bay Úc trưởng thành có chiều dài 18–30 cm, bao gồm cả phần đuôi, khi trưởng thành có thể nặng tối đa 200g, chúng có một bộ lông cực kì mềm mượt với một đường sọc đen chạy dài cơ thể và sở hữu một màng mỏng kéo dài từ giữa cánh tay đến cuối chân sau cho chúng khả năng bay xa tới 60 - 100 mét sau vài giây. Chúng sống trong rừng.
Các con non mới sinh sẽ tự động chui vào cái túi đựng nhỏ trước ngực mẹ và bú sữa cho tới khi cứng cáp hơn. Chúng khá thông minh như những chú chó. Chúng có thể nhớ tên của chúng nếu chơi với chúng thường xuyên. Chúng khá hiền lành, chúng có thể chơi với thú cưng trong nhà như chó, mèo, vẹt. Chúng rất thích leo trèo, chạy nhảy. Tuổi thọ của Sóc bay Úc khá cao từ 12-15 năm.

## Tập tính ăn

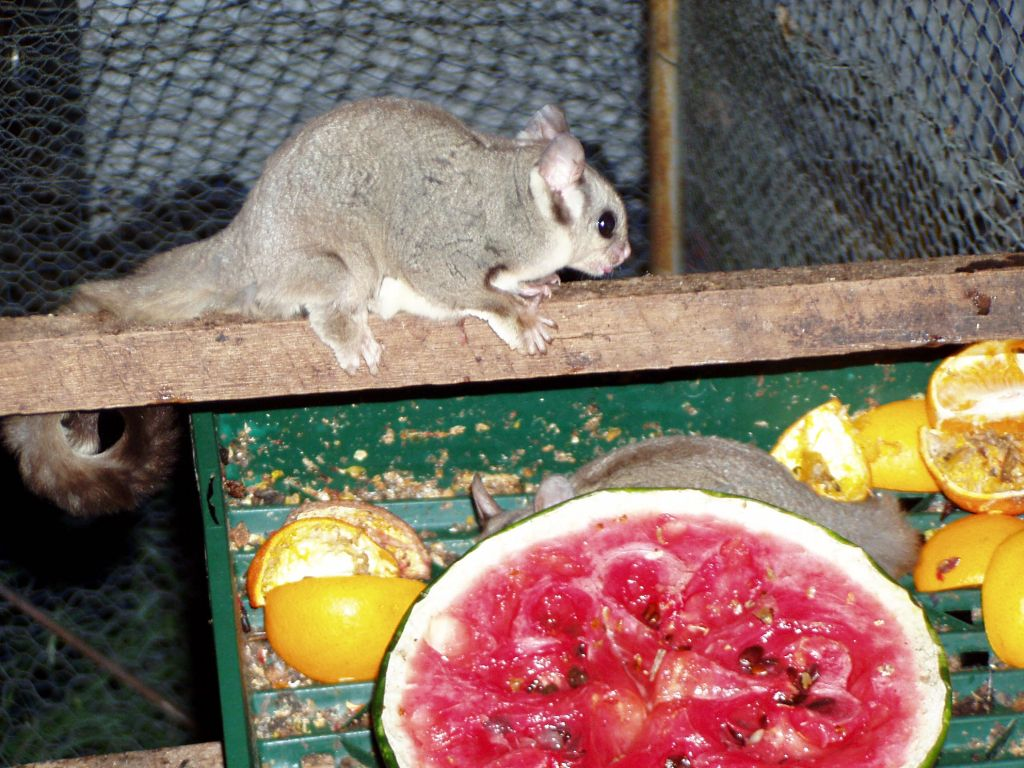
Một bữa ăn của sóc bay Úc

Tên của chúng bắt nguồn từ chế độ ăn uống của chúng (một phần chúng ăn mật hoa và sáp của bạch đàn). Chúng có chế độ ăn gồm thức ăn sống như nhện, bướm đêm, sâu bướm, côn trùng, Bọ cánh cứng, chim nhỏ và trứng, Động vật nhỏ. Nhựa từ lá cây khuynh diệp, cây bạch đàn. Chất ngọt có từ cây tần bì, có vị ngọt. Rệp sống trong lá cây có nhựa kết dính, phấn hoa, mật hoa từ cây liễu Úc (Bottlebrush); cây thường xanh (Grevellia).
Trong điều kiện nuôi nhốt, chúng có thể ăn các loại thịt đã qua chế biến như thịt gà, thịt tôm, thịt cá (lóc xương), thịt bò; Trứng đã qua chế biến, trứng đã luộc còn vỏ; Sữa/Yogurt. Thức ăn tự nhiên như ấu trùng bọ, dế, chuột con, côn trùng, nhựa cây, mật hoa. Các nguồn thức ăn cao cấp của mèo mà không thuộc dạng cứng. Nhóm trái cây (Tỷ trọng 25% của trái cây hoặc rau củ trong tổng lượng thức ăn cung cấp cho bé) gồm các loại trái như: Táo, Lê châu Á, Mơ, Chuối, Mâm Xôi, Nho, Ổi, Mận.

## Thú cưng

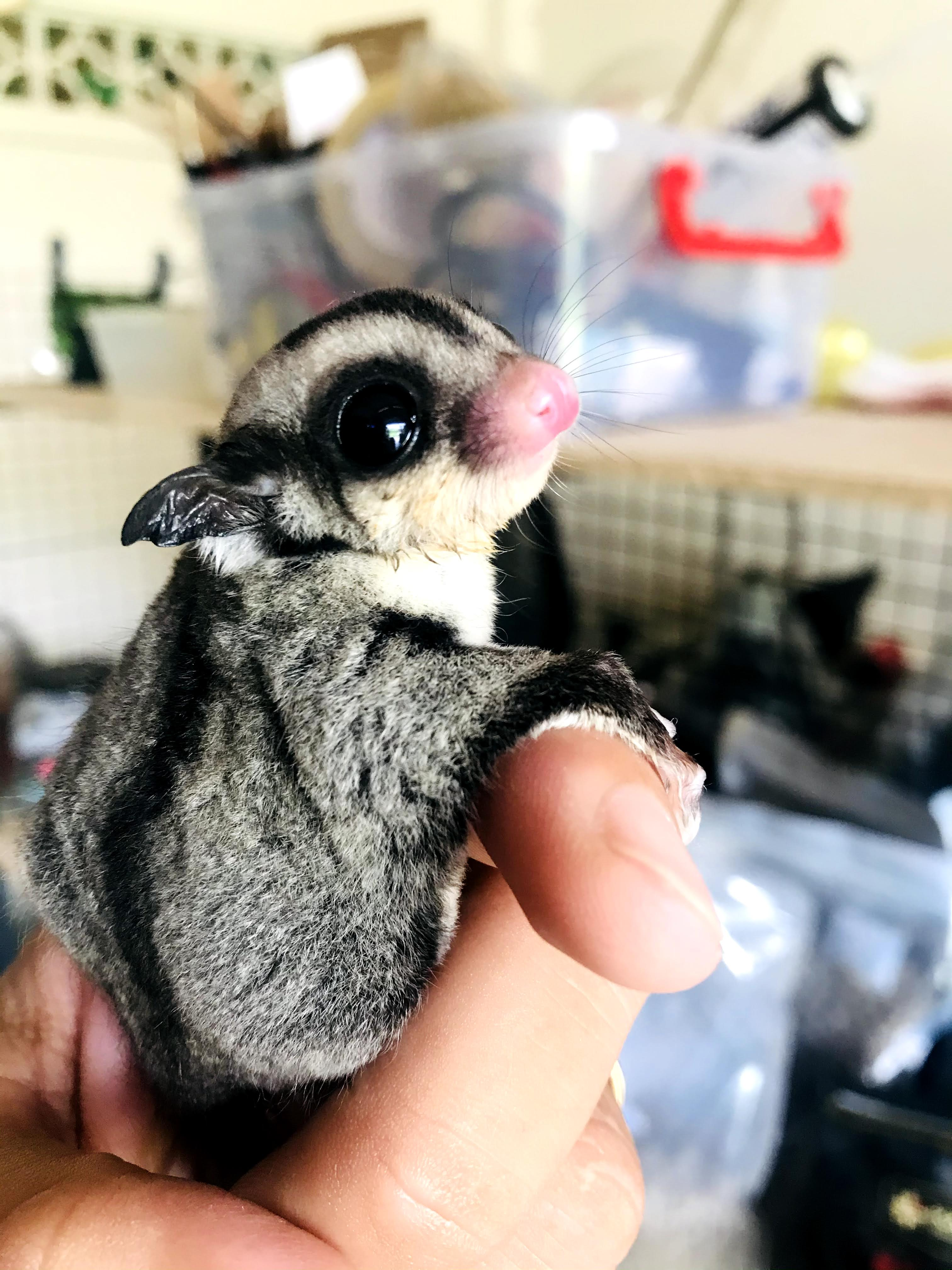

Sóc bay Úc là một vật nuôi chiếm được sử dụng làm thú cưng, với vẻ bề ngoài hiền lành, bộ lông mềm mượt, đôi mắt to đáng yêu và đặc biệt là khả năng bay lượn trên không rất thú vị. Chúng rất dễ thuần hóa và gần gũi với con người. Khi chăm sóc cho chúng người ta hay cho ăn các loại có vị ngọt đúng như hoa, mật hoa, phấn hoa, chồi cây, nhựa cây, lá, hạt và côn trùng.
Ở Việt Nam, nhập về phân loài này, chỉ nhỏ chỉ bằng ngón tay, chưa mở mắt, giá mỗi con sóc bay Úc tại Việt Nam lên tới cả nửa triệu đồng dù rất khó nuôi. Mốt nuôi sóc bay Úc rộ lên trong cộng đồng mê sinh vật cảnh từ khoảng hơn 1 năm. Phân loài này được nuôi nhiều trong cộng đồng người trẻ mê sinh vật cảnh vì nó quấn quýt.